# Fulvio Collovati
Fulvio Collovati (Teor, 9 de maio de 1957) é um ex-futebolista profissional italiano, que atuava como defensor. Campeão da Copa do Mundo de 1982.

## Carreira
Collovati foi revelado pelo Milan, debutando em 1976. Em 1979, participou da conquista do décimo título italiano do clube, permitindo aos rossoneri adicionar uma estrela no distintivo. Collovati receberia naquele ano também suas primeiras convocações para a Seleção Italiana principal. Todavia, ao final da temporada seguinte, ligações do clube com uma máfia esportiva que manipulava resultados das partidas do futebol italiano fez a equipe ser punida com seu primeiro rebaixamento. O escândalo não lhe impediu de ser chamado para a Eurocopa 1980.
Collovati permaneceu no Milan na Serie B, imediatamente conquistada pelo clube. Na temporada de retorno, a de 1981/82, porém, o time foi novamente rebaixado, desta vez por seus próprios resultados ruins em campo. Ainda assim, Collovati foi chamado para a Copa do Mundo de 1982, sendo o lateral-direito titular na vitoriosa campanha que levou a Squadra Azzurra ao tricampeonato. Na volta à Itália, não quis jogar novamente a segunda divisão e acertou com a arquirrival Internazionale, onde ficaria os quatro anos seguintes. Como nerazzurro, foi chamado à Copa do Mundo de 1986.

### Final de Carreira

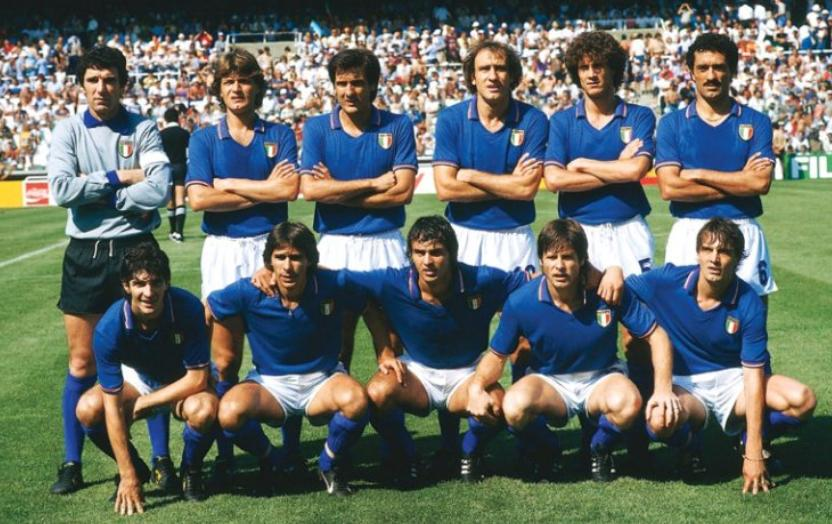
A Seleção Italiana na vitoriosa Copa do Mundo de 1982. Collovati é o penúltimo jogador em pé, da esquerda para a direita.

Após sua segunda Copa, acertou com a Udinese, principal equipe de sua Friuli natal. Após uma temporada, foi para a Roma. Em 1989, transferiu-se para o Genoa, onde aposentou-se em 1993. Atualmente, trabalha como comentarista televisivo.

## Títulos

### Clubes
Milan
- Serie A: 1978–79
- Mitropa Cup: 1982
- Coppa Italia: 1976–77
- Serie B: 1980–81

### Internacional
Seleção italiana
- Copa do Mundo de 1982

### Individual
- FIFA All-Star Team: 1982[1]

## Ligações Externas
- Perfil em Fifa.com (em inglês)